# Zapora Morvi
Zapora Morvi – zapora wodna na rzece Manchhu w Indiach (stan Gudźarat). 11 sierpnia 1979 doszło do jej przerwania, w wyniku czego ściana wody, która runęła z potężną siłą ze zbiornika nad zaporą zniszczyła miasto Morvi, zabijając według różnych źródeł od 1800 do 25 000 osób.

## Konstrukcja
Zapora została zbudowana w pobliżu miejscowości Rajkot i oddana do użytku w sierpniu 1972 r. Miała ona konstrukcję kombinowaną składającą się z murowanego przelewu w odcinku rzeki i ziemnych wałów po obu jej stronach. Wały w najszerszym miejscu miały 6,1 m  z nachyleniem 1 V: 3 H i 1 V: 2 H odpowiednio dla zboczy w górę i w dół rzeki oraz posiadały gliniasty rdzeń przechodzący przez całe aluwium aż do podłoża skalnego. Brzegi rzeki od górnej strony biegu były zabezpieczone warstwą 61 cm żwiru i 61 cm kamiennego, grubego  tłucznia.  Zapora stanowiła kluczowy element lokalnego systemu irygacji zapewniając możliwość gromadzenia do 1,1 × 108 m3 wody. Tama miała wysokość 22,56 m nad korytem rzeki, 164,5 m długości szczytu odcinka przelewowego i łącznie 3742 m długości grzbietu razem z odcinkami ziemnymi. Posiadała sprawność przelewu do 5663 m³/s. 

## Katastrofa
Przyczyną przerwania zapory były wyjątkowo silne opady deszczu i powódź, które doprowadziły do dezintegracji wałów ziemnych. Szacuje się, że deszcze spowodowały przepływ wody w rzece na poziomie 16307 m³/s,  ponad trzykrotnie przekraczając projektową zdolność przelewu tamy. Po przerwaniu jednego z wałów ziemnych, w przeciągu 20 minut nisko położone dzielnice mieszkaniowe i przemysłowe miasta Morvi, znajdującego się 5 km od zapory, zostały zalane falą wody o wysokości od 3,1 do 9 m. Wg różnych danych liczba bezpośrednich ofiar przerwania tamy liczy od 1800 do 25 000 tysięcy ludzi.
Do 2005 r. Księga Rekordów Guinnessa uznawała tę katastrofę za największą tego typu w historii, kiedy to została ona zdetronizowana przez przerwanie tamy Banqiao w Chinach. 
Po katastrofie tama została przeprojektowana i odbudowana tak aby zwiększyć jej zdolność przelewu do 21 000 m³/s.